# 錢鴻文
錢鴻文（？—？），浙江省嘉興府嘉善縣人，清朝、中華民國政治人物。
光緒十五年（1889年），参加光緒己丑科殿試，登進士二甲117名。同年五月，著主事，分部学习。民國8年（1919年）3月，出任金門縣知事，民國9年（1920年）3月去职。